# 麦角胺
麦角胺是麦角肽碱，是麦角类生物碱的一种，它在结构与生物化学上和麦角灵密切相关。它的结构和几种神经递质的结构相似，并且具有作为血管收缩剂的生物活性。
它用于医学上用于治疗急性偏头痛发作（有时与咖啡因共用）。麦角真菌的药物使用始于16世纪诱导分娩，但其剂量的不确定性阻止了使用。它已被用于防止产后出血（分娩后出血）。它首先在1918年被Sandoz的Arthur Stoll从麦角真菌中分离出来，1921年以商品名Gynergen销售.

## 副作用
麦角胺的副作用包括恶心和呕吐。在较高的剂量下，它可引起动脉血压升高、血管收缩（包括冠状动脉血管痉挛）和心动过缓或过速。严重的血管收缩可能引起间歇性跛行的症状。